# Canthium sechellense
Canthium sechellense là một loài thực vật có hoa trong họ Thiến thảo. Loài này được Summerh. mô tả khoa học đầu tiên năm 1928.